# Gustaf Sundfeldt
Anders Gustaf Sundfeldt, född 7 december 1865 i By församling i Värmlands län, död 14 juni 1926 i Härnösand, var en svensk industriman. Han var far till Birger och Ragnar Sundfeldt.
Gustaf Sundfeldt började sin bana som arbetare vid Billeruds AB:s sulfitfabrik 1882, och kom 1888 till Storviks sulfitfabrik, där han befordrades till förman. Genom studier och praktisk duglighet avancerade han snart till ingenjör vid fabriken och vann högt anseende som fackman. När därför Kramfors AB 1906 började bygga sin sulfitfabrik, engagerades Sundfeldt som ingenjör och driftsledare och hade sedan dess sin verksamhet förlagd till Kramfors. Han blev överingenjör för Kramfors AB:s fabriker i Kramfors och Frånö och utnämndes 1922 till disponent för bolagets industriförvaltning. Vidare var han bland annat styrelseledamot i Härnösand–Sollefteå Järnvägs AB, Ångermanälvens Stuveri AB, AB Ådalens Järn- & Skeppshandel samt satt som medlem i bland annat skolråd och taxeringar.